# سبون فيس ستاينبيرغ
سبون فيس ستاينبيرغ (بالإنجليزية: Spoonface steinberg)‏ هي مسرحية للكاتب البريطاني لي هول، وتعتبر هذه المسرحية أول منتج كمونولوغ  درامي في راديو هيئة الإذاعة البريطانية أربعة (بالإنجليزية BBC )  في يوم الإثنين الموافق السابع والعشرين من شهر يناير لعام ١٩٩٧. وكانت هذه الإشادة الشعبية (المسرحية) التي كررتها هيئة الإذاعة البريطانية على راديو أربعة ظهر يوم السبت التالي.  
بدأت الحياة باعتبارها المسرحية الرابعة والأخيرة في God's Country وهي من الأعمال الدرامية الإذاعية المرتبطة التي تم بثها في عام ١٩٩٧ على راديو هيئة الإذاعة البريطانية أربعة . وعلى الرغم من ذلك ونظرًا لنجاحها استمرت في بيع الآف النسخ على الكاسيت، فأصبحت هذه المسرحية تلقي بظلالها أي أثرها على المسرحيات الأخرى في التسلسل إلى حدٍ ما، ويعتقد عمومًا بأنها عمل أدبي قائم بذاته.
رويت هذه المسرحية من قِبل فتاة تبلغ من العمر سبعة أعوام وهي مصابة بالتوحد وتحتضر من مرض السرطان، وكان التوثيق الأصلي للمسرحية بواسطة بيكي سيمبسون والتي ربحت جائزتين نتيجةً لأدائها  ونشرت المسرحية لاحقًا كجزء من مختارات Spoonface steinberg ومسرحيات أخرى في أكتوبر عام ١٩٩٧.
في الثلاثين من آذار عام ١٩٩٨ أعيد بث المسرحية على تلفزيون هيئة الإذاعة البريطانية مع إضافة صور إلى النسخة الأصلية "الطبعة "بما في ذلك صور أيلا جونس ك Spoonface steinberg .
النسخة المسرحية عُدلت بواسطة هول بنفسه ومخرجي المسرحية مارسيلو ماجني وآني كاسلدين، وأُديت في عام ٢٠٠٠ وقدمت كاثرين هنتر – ذات ٤٢ في ذلك الوقت – في دور البطولة.
تم إنتاج العرض الاحترافي الأول الأسكتلندي من قبل نوماد في مسرح تورن في عام ٢٠٠٢، لعبت كريستين مكلين دور Spoonface steinberg وقام بالإخراج مارك ويستبروك. وتم إنتاج المسرحية أيضًا بواسطة مسرح نوفيلد ساوثامبتون بإنتاج روز توني، ولعبت جولي روز سميث دور Spoonface steinberg .ولقد تم عرض إنتاج المتسولين والملوك للمخرج مايكل فتنيمان في مسرح كلويد في السادس والعشرين من آذار عام ٢٠٠٩، بطولة زوي ثورن ولقد قام  بجولة حتى الثلاثين من نيسان عام ٢٠٠٩. وأنتجت بواسطة شركة مسرح فريرانغ،  وأخرجت بواسطة هوغو شاندور وبطولة ريبيكا فينويك ، والذي قام بجولة في شمال إنجلترا واسكتلندا في عام   ٢٠١٣  كان ذلك للحصول على ترشيحات لأفضل إنتاج وأفضل ممثلة في هامش مهرجان بوكستون مع ترشيح لأفضل أداء فرينج قي حفل توزيع جوائز مسرح مانشستر.  

## الروابط الخارجية
- Details and reviews of the original theatre staging at Abermarle of London
- The TV adaptation at IMDB
- Mark Westbrook - The first director of Spoonface in Scotland
- Freerange Theatre Company, whose production of Spoonface toured in 2013

قالب:Lee Hall